# GYKI-52,466
GYKI-52,466 — 2,3-бензодіазепін, що діє на іонотропні глутаматні рецептори, і є їхнім неконкурентним антагоністом: значення IC50 10-20, ~ 450 та >> 50 μM для АМРА-, каїнатних, та NMDA-рецепторів відповідно. При пероральному застосуванні завдає сильну антиконвульсантну та нейропротекторну дію на організм (як і багато інших антагоністів АМРА-рецептора). Також може виявляти ефект м'язової релаксації. На відміну від інших бензодіазепінів, не діє на ГАМКА-рецептори (так само, як і інші 2,3-бенздіазепіни).